# Якушевы
Якушевы — русская дворянская фамилия, ведущая свою историю от Татарских княжеских родов Российской империи.

## Ранняя история рода
Родоначальником рода считается половецкий князь Турандай, попавший в русский плен в 1185 году. В конце XV века в Новгороде отмечен помещик Турандаев Якуш.

## Княжеская и дворянская династия
Указ, принятый 22 февраля 1784 г. «О позволении князьям и мурзам татарским пользоваться всеми преимуществами российского дворянства», вышедший за год до публикации 21 апреля 1785 г. «Жалованной грамоты дворянству Российской империи»
Упоминается в указе Павла I, от 22 сентября 1798 года. Как одна из дворянских фамилий в списке казачьих дворянских фамилий Войска Донского.
Павел I, в Именном указе от 20 января 1797 г, не исключил данную родовую фамилию из числа княжеских татарских родов, что подтверждает указ от 22 сентября 1798 года.
Фамилия Якушевы указана в алфавитном списке дворянских фамилий Области Войска Донского, как коренных донских казаков, так и иногородних дворян, перечислившихся из других губерний или оформлявших свои дворянские права по месту проживания через Войсковое Дворянское Депутатское Собрание, составлен по описям фонда Департамента Герольдии Правящего Сената, хранящегося в Российском государственном историческом архиве (РГИА. Ф. 1343. Оп. 16-37, 46); а так же двух дел: «Списка сопричисленных по Области Войска Донского за 1841—1856, 1862—1864, 1866—1879, 1883—1898, 1901—1913 и 1916 гг.» (рапорты ОДДС) и «Алфавитного списка дворянских родов Области Войска Донского, определения о коих Войсковое Правление, Войсковое Депутатское Собрание и Областное Дворянское Депутатского Собрание представлены на утверждение в Правительствующий Сенат по Департаменту Герольдии».
Якушевы так же внесены в родословную книгу дворянских родов — Дворянского Депутатского собрания Оренбургской губернии.

## Известные представители и потомки рода
- Якушев, Александр Александрович — (1876—1937) — сотрудник ВЧК-ОГПУ, разведчик-нелегал.
- Якушев, Спартак Валериевич — (1983) прямой потомок рода Якушевых по линии отца.
- Якушев, Альберт Игоревич — (1986) прямой потомок рода Якушевых по линии отца.